# Vlag van La Guajira

Vlag van La Guajira

De vlag van La Guajira bestaat uit twee kleuren: de bovenste helft is groen, de onderste wit. De vlag is in gebruik sinds 29 september 1966; de kleuren werden in 1994 verder gespecificeerd.

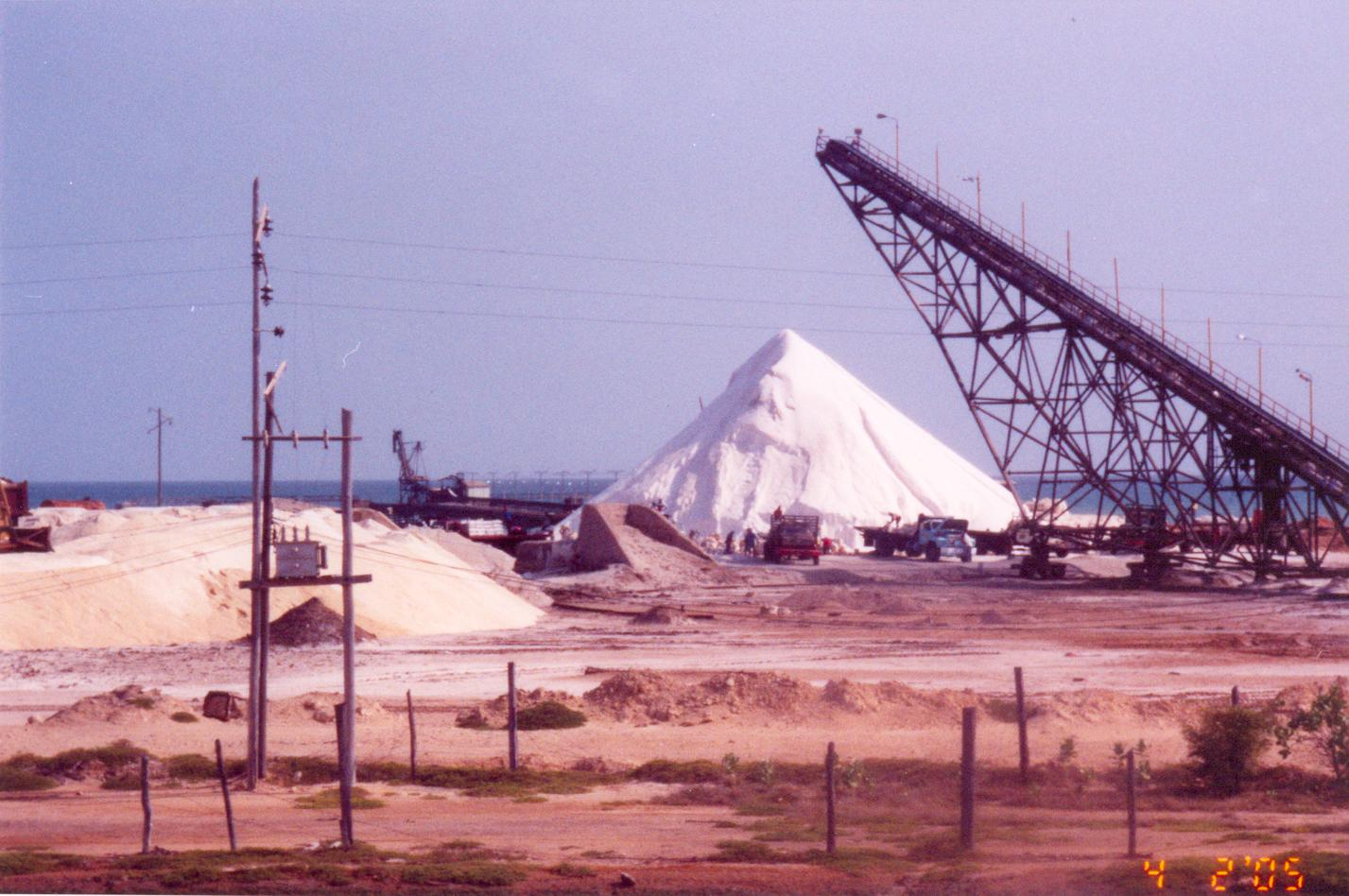
Zoutwinning in La Guajira

De groene kleur staat voor de hoop van de boeren in het departement La Guajira op een goede oogst. De witte kleur staat voor de zuiverheid van de lokale bevolking, rijkdom en de parel- en zoutwinning.
De vlag van Sucre heeft ook de kleurencombinatie groen-wit, maar dat departement heeft ter onderscheiding het departementale wapen in het midden van zijn vlag geplaatst.